# Die Damen Troi
Die Damen Troi (Originaltitel: Ménage à Troi) ist die 24. Folge der dritten Staffel der US-amerikanischen Science-Fiction-Fernsehserie Raumschiff Enterprise – Das nächste Jahrhundert. Sie wurde in den Vereinigten Staaten über Syndication vermarktet und erstmals am 28. Mai 1990 auf verschiedenen Fernsehsendern ausgestrahlt. In Deutschland war sie zum ersten Mal am 9. August 1993 in einer synchronisierten Fassung im ZDF zu sehen.

## Handlung
Im Jahr 2366 bei Sternzeit 43930.7 fliegt die Enterprise zum Planeten Betazed, um an einer Handelskonferenz teilzunehmen. Die Abschlussveranstaltung findet an Bord des Schiffes statt. Zum ersten Mal nimmt auch eine Delegation der Ferengi an der Konferenz teil. Die betazoidische Botschafterin Lwaxana Troi nutzt die Gelegenheit, um ihre Tochter, die Schiffsberaterin Deanna Troi, zu besuchen und ihr ungefragte Ratschläge zu ihrem Liebesleben zu geben. Dabei wird sie allerdings selbst zum Objekt der Begierde des Ferengi-Captains DaiMon Tog. Tog gesteht ihr frei heraus, dass er sehr an ihr und ihren telepathischen Fähigkeiten interessiert ist und bereit ist, einen guten Preis für sie zu zahlen. Lwaxana Troi lehnt dieses Angebot entrüstet ab.
Wesley Crusher, der bisher nur als Fähnrich ehrenhalber auf der Enterprise dient, steht unterdessen im Begriff, das Schiff zu verlassen, um an der Sternenflottenakademie eine reguläre Offiziersausbildung zu beginnen. Er muss nur noch eine Aufnahmeprüfung bestehen und soll dann mit der USS Bradbury zur Erde fliegen.
Deanna Troi und der erste Offizier Will Riker, die vor Jahren eine Zeit lang ein Paar waren, inzwischen aber nur noch gute Freunde sind, wollen auf Betazed einige Tage Landurlaub verbringen, während die Enterprise zu einer Routinemission zur Kartierung eines Nebels aufbricht. Während eines Spaziergangs treffen sie unverhofft auf Lwaxana, die es gerne sähe, wenn die beiden ihre Beziehung erneuern würden, und sie deshalb zu einem Picknick einladen möchte. Plötzlich erscheint DaiMon Tog und erneuert sein Angebot an Lwaxana. Als sie erneut ablehnt, entführt er Lwaxana, Deanna und Riker kurzerhand auf sein Raumschiff.
Die Drei finden sich in einer Zelle wieder. Lwaxana beschließt, zum Schein auf Togs Avancen einzugehen, um sein Vertrauen zu gewinnen. Die beiden ziehen sich in Togs Quartier zurück, um zu diskutieren, wie Lwaxana ihm bei anstehenden Geschäften nützlich sein kann. Riker verwickelt unterdessen seinen Wächter in ein Gespräch und beginnt ein Schachspiel mit ihm.
Da der Funkkontakt durch den Nebel gestört war, erfährt die Enterprise erst bei ihrer Rückkehr nach Betazed mit zweitägiger Verspätung vom Verschwinden Rikers und der Trois. Tog hat am letzten Aufenthaltsort der Drei einen Strauß Blumen hinterlassen, die nur im Territorium der Ferengi wachsen. Er ist somit schnell als Entführer identifiziert, doch sein Schiff hat Betazed längst verlassen und sein Aufenthaltsort ist unbekannt.
Riker hat einen Plan, wie er die Enterprise kontaktieren will. Er spielt weiter mit seinem Wächter Schach, doch er gibt vor, es würde ihn auf Dauer ermüden, das Spielbrett nur von der Zelle aus betrachten zu können. Der Wächter ist schließlich bereit, ihn herauszulassen, woraufhin er prompt von Riker überwältigt wird. Riker will sich Zugang zum Schiffscomputer verschaffen, doch dazu benötigt er Togs Zugangscode. Deanna steht im ständigen telepathischen Kontakt mit Lwaxana und teilt ihr dies mit. Diese hat Tog inzwischen durch endloses Reden weitgehend eingelullt. Es missfällt ihm allerdings, dass sie zu viel über ihre früheren Ehemänner redet, und er macht sie stattdessen mit der Praxis des „Oo-mox“ vertraut, durch die Ferengi sexuelle Stimulation durch das Massieren ihrer Ohren erfahren. Hierdurch kann Lwaxana Tog wieder ganz ihrem Willen unterwerfen. Sie gibt vor, ein luststeigerndes Getränk replizieren zu wollen, und bittet Tog hierfür um seinen Zugangscode. Gerade als er ihn verraten will, erscheint sein Schiffsarzt Farek und hält ihn davon ab. Farek erpresst Tog: Entweder er meldet, dass Tog leichtsinnig die Sicherheit des Schiffs gefährdet hat, was ihn das Kommando kosten würde, oder er erhält Lwaxana, um ihre Gehirnmuster zu untersuchen. Deanna spürt, dass der Plan gescheitert ist, und Riker versucht stattdessen, Zugriff auf ein unwichtiges Untersystem zu erlangen, das nicht durch einen Code geschützt ist. Schließlich gelingt es ihm, ein verstecktes Signal abzusetzen, das die Ferengi lediglich als Störgeräusch wahrnehmen dürften.
Wesley beteiligt sich noch kurz bei der Suche nach dem Ferengi-Schiff, muss sich aber schließlich bereitmachen, um auf die Bradbury zu beamen, die nun aufbrechen will. Im Transporterraum überlegt er es sich aber noch einmal anders, denn die Sensoren haben ein Geräusch aufgefangen, das ihm nicht mehr aus dem Kopf geht. Er kehrt zurück auf die Brücke und kann aus der Aufnahme eine Melodie herausfiltern, die während der Handelskonferenz gespielt wurde. Damit ist der Aufenthaltsort des Ferengi-Schiffs bekannt und Captain Picard lässt einen Kurs setzen. Wesley verpasst dadurch allerdings seinen Flug zur Erde.
Rikers Zugriff auf den Computer wird entdeckt und Lwaxana erklärt sich unter Druck zunächst bereit, bei Tog zu bleiben, wenn Deanna und Riker freigelassen werden. Als die Enterprise eintrifft, lässt er die beiden hinüberbeamen. Um auch selbst gerettet zu werden, gibt Lwaxana Picard als ihren äußerst eifersüchtigen Ex-Geliebten aus. Der spielt das Spiel mit und rezitiert zunächst ausgiebig Liebesgedichte von William Shakespeare. Anschließend droht er Tog damit, sein Schiff zu zerstören, denn wenn er Lwaxana nicht haben kann, soll sie keiner haben. Schließlich ist Tog so eingeschüchtert, dass er Lwaxana freilässt. Um sie so bald wie möglich wieder loszuwerden, lässt Picard Kurs Richtung Betazed mit Warp 9 setzen.
Durch seinen verpassten Flug zur Erde kann Wesley nicht an der Aufnahmeprüfung für die Akademie teilnehmen und sich erst im nächsten Jahr wieder bewerben. Er bleibt der Enterprise daher noch eine Weile erhalten. Picard beschließt, dass er aufgrund seiner jüngsten Verdienste nicht mehr nur Fähnrich ehrenhalber sein soll, und ernennt ihn daher zu einem vollwertigen Fähnrich.

## Besonderheiten

### Verbindungen zu anderen Star-Trek-Produktionen
Einige Elemente aus dieser Folge wurden in späteren Star-Trek-Produktionen wieder aufgegriffen:
- Die Praxis des „Oo-mox“ ist hier erstmals zu sehen. Sie kommt später in zahlreichen Folgen mehrerer Star-Trek-Serien vor.
- Die fiktive Einheit Cochrane (benannt nach Zefram Cochrane, dem Erfinder des Warp-Antriebs) zur Messung von Subraumverzerrungen wird hier erstmals genannt.
- Der Planet Betazed ist hier erstmals zu sehen. Er kommt in Folge 7.07 (Ort der Finsternis) von Raumschiff Enterprise – Das nächste Jahrhundert aus dem Jahr 1993 noch einmal vor, dort allerdings nur in Rückblenden.
- In dieser Folge wird etabliert, dass Betazoiden nicht in der Lage sind, die Gedanken von Ferengi zu lesen. Dieser Fakt wurde in mehreren späteren Folgen verschiedener Serien wieder aufgegriffen, obwohl er im Widerspruch zu mehreren früheren Folgen steht, in denen Deanna Troi in der Lage war, zumindest die Gefühle von Ferengi zu lesen.
- In Folge 1.17 (Persönlichkeiten) von Star Trek: Deep Space Nine aus dem Jahr 1993 erzählt Lwaxana Troi erneut von den Ereignissen aus Die Damen Troi.

### Besonderheiten der deutschen Synchronfassung
Wesley Crusher (Wil Wheaton), der seit Folge 1.06 (Der Reisende) den Rang eines „acting ensign“ (in der deutschen Synchronfassung mit „Fähnrich ehrenhalber“ übersetzt) innehat, wird in Die Damen Troi mit den Rechten und Pflichten eines regulären Fähnrichs ausgestattet. In der deutschen Synchronfassung wurde daraus fälschlich eine Beförderung vom Fähnrich zum Lieutenant gemacht.
Picard rezitiert am Ende der Folge die ersten Zeilen der Shakespeare-Sonette Nr. 147, 141, 18 und 116, eine Passage aus Othello sowie zwei Zeilen aus Alfred Tennysons Elegie In Memoriam A.H.H. In der deutschen Synchronfassung wurden die Sonette Nr. 141, 18 und 116 durch eine Passage aus Ein Sommernachtstraum ersetzt.

### Sonstiges
Nach Wesleys Beförderung in dieser Folge überreichte Star-Trek-Schöpfer Gene Roddenberry dem Schauspieler Wil Wheaton seine Rangabzeichen eines Second Lieutenant (dem Army-Äquivalent zum Ensign), die er im Zweiten Weltkrieg während seines Dienstes bei den United States Army Air Forces erhalten hatte. Bei dieser Zeremonie war auch Colin Powell, der damalige Chairman of the Joint Chiefs of Staff und spätere Verteidigungsminister der Vereinigten Staaten, anwesend.

## Produktion

### Drehbuch
Der Originaltitel dieser Folge ist ein Wortspiel aus dem Nachnamen Troi und der französischen Bezeichnung für eine Dreiecksbeziehung („ménage à trois“). Der Arbeitstitel der Folge lautete Piece of Mind.
Laut Drehbuchautorin Susan Sackett war die ursprüngliche Geschichte stark durch O. Henrys Kurzgeschichte Das Lösegeld des roten Häuptlings inspiriert, wurde aber erheblich weiterentwickelt. Melinda Snodgrass, Richard Manning und Hans Beimler nahmen größere Änderungen am Drehbuch vor, erhielten dafür aber keine Nennung in den Credits der Folge.

### Darsteller
Frank Corsentino, Darsteller von DaiMon Tog, hatte 1987 bereits den Ferengi DaiMon Bok in Folge 1.09 (Die Schlacht von Maxia) von Raumschiff Enterprise – Das nächste Jahrhundert gespielt. In Folge 7.06 (Eingeschleust) von Star Trek: Raumschiff Voyager aus dem Jahr 2000 spielte er den Ferengi Gegis.
Ethan Phillips hat hier als Dr. Farek seinen ersten Auftritt im Star-Trek-Franchise. Zwischen 1995 und 2001 spielte er in der Serie Star Trek: Raumschiff Voyager die Hauptrolle des Talaxianers Neelix. Im Spielfilm Star Trek: Der erste Kontakt von 1996 hatte er einen Cameo-Auftritt als holografischer Nachtclub-Kellner. In Folge 1.19 (Raumpiraten) von Star Trek: Enterprise aus dem Jahr 2002 spielte er den Ferengi Ulis.
Peter Slutsker, Darsteller von Nibor, spielte auch die beiden Ferengi Dr. Reyga und DaiMon Birta in den Folgen 6.22 (Verdächtigungen) und 7.22 (Boks Vergeltung) von Raumschiff Enterprise – Das nächste Jahrhundert aus den Jahren 1993 und 1994 sowie einen Krenim-Kommandanten in der Doppelfolge 4.08/09 (Ein Jahr Hölle) von Star Trek: Raumschiff Voyager aus dem Jahr 1997.
Rudolph Willrich, Darsteller von Reittan Grax, spielte auch einen Bolianer in Folge 4.11 (Die Front) von Star Trek: Deep Space Nine aus dem Jahr 1996 und Kuulan in Folge 1.20 (Schiff der Geister) von Star Trek: Enterprise aus dem Jahr 2002.

### Kostüme
Wesley Crusher (Wil Wheaton) tauscht in dieser Folge seine provisorische graue Uniform eines Fähnrich ehrenhalber gegen eine reguläre rote Uniform eines Fähnrichs der Kommandoabteilung. Es handelt sich um die zu Beginn der 3. Staffel eingeführte neue Variante, die zu dieser Zeit eigentlich noch den Führungsoffizieren der Enterprise vorbehalten ist, während die restlichen Besatzungsmitglieder noch die Uniformvariante aus den ersten beiden Staffeln tragen.
Deanna Troi (Marina Sirtis) trägt am Ende dieser Folge erstmals ihren grauen Anzug mit lavendelfarbenem Kragen.

### Drehorte
Die auf Betazed spielenden Szenen wurden im Botanischen Garten der Huntington Library in San Marino (Kalifornien) gedreht.

### Vorschau
Paramount entschied sich, in der Vorschau für diese Episode die scheinbaren Nacktszenen der beiden Frauen hervorzuheben. Laut Cinefantastique trug Barrett jedoch einen hautfarbenen Anzug, Sirtis hingegen nicht. Für einen Teil dieser Aufnahmen wurden beide gedoubled.

## Rezeption
Keith DeCandido bewertete Die Damen Troi 2012 auf tor.com als eine eher schlechte Folge von Raumschiff Enterprise – Das nächste Jahrhundert. Tog hielt er für einen lächerlichen Bösewicht, die Handlung empfand er gekünstelt und ermüdend. Einige Momente hob er positiv hervor, darunter Ethan Phillips als Farek, der einen deutlich überzeugenderen Bösewicht darstellt als Tog, sowie Riker und Troi, die sich wie ein Paar verhalten, das Schauspiel von Wil Wheaton und insbesondere Patrick Stewarts grandiose Shakespeare-Rezitation. Insgesamt empfand DeCandido die Folge allerdings als einen der Tiefpunkte der doch recht starken 3. Staffel der Serie.
James Whitbrook führte Die Damen Troi 2017 auf gizmodo.com in einer Liste der 15 sonderbarsten Folgen von Raumschiff Enterprise – Das nächste Jahrhundert auf Platz 10.
Michael Weyer erstellte 2019 für die Website cbr.com eine Liste der 20 lustigsten Star-Trek-Folgen. Die Damen Troi landete hierbei auf Platz 7.
Kevin Wong zählte Picards Shakespeare-Rezitation in Die Damen Troi 2020 auf der Website gamespot.com zu den elf absonderlichsten Momenten von Raumschiff Enterprise – Das nächste Jahrhundert.

## Parodien und Anspielungen
Ein Standbild aus dieser Folge, auf dem Picard mit ausgestreckten Armen Shakespeare zitiert, wurde zu einem Internet-Meme.